# Svatý Mikuláš
Svatý Mikuláš település Csehországban, a Kutná Hora-i járásban. Svatý Mikuláš Rohozec, Veletov, Týnec nad Labem, Starý Kolín, Církvice, Nové Dvory, Horušice, Záboří nad Labem, Bernardov és Kobylnice településekkel határos. Lakosainak száma 970 fő (2024. január 1.).

## Népesség
A település lakosságának változását az alábbi diagram mutatja:
| Lakosok száma | 1636 | 1735 | 1672 | 1137 | 886  | 722  | 860  | 877  | 895  | 970  |
|               | 1869 | 1890 | 1921 | 1950 | 1980 | 2001 | 2017 | 2019 | 2022 | 2024 |